# Couronne de Louis XV
La couronne de Louis XV est la seule couronne parvenue jusqu'à nous de l'Ancien Régime ayant appartenu au trésor de l'abbaye de Saint-Denis. Elle est conservée actuellement dans la galerie d'Apollon du musée du Louvre à Paris.

## Histoire
Jusqu'au début du XVIIIe siècle, les rois de France portaient des couronnes pleines en or, agrémentées de pierres précieuses, mais dont la structure entière n'était pas sertie de pierreries. Louis XV est à l'origine du changement. En effet, la couronne utilisée pour son sacre en 1722 avait été intégralement décorée par des diamants de la collection royale. Cette nouvelle couronne a été réalisée par Augustin Duflos (1715 - 1774), d'après les dessins de Laurent Rondé, le joaillier de la Couronne qui a utilisé des diamants de la collection de Mazarin (1602 - 1661), le fameux Régent, 282 diamants, 64 pierres de couleur (saphirs, rubis, topazes et émeraudes) et 230 perles.
Pendant la Révolution, les autres couronnes royales ont été perdues, volées ou détruites et la couronne de sacre de Louis XV est la seule à avoir survécu. En 1887, la Troisième République (1870 - 1940) décide de vendre les joyaux présents sur la couronne de Louis XV, mais compte tenu de son importance historique, la couronne a été conservée, même si les pierres précieuses ont été remplacées par du verre coloré, à l'exception du Régent.